# Dignora Hernández
Pour les articles homonymes, voir Hernández.
Dignora Hernández est une femme politique vénézuélienne.

## Biographie
Élue députée lors des élections législatives vénézuéliennes de 2015, elle devient secrétaire du parti Vente Venezuela en juillet 2019. Elle est arrêtée en mars 2024.